# Многоразовая бустерная система
Многоразовая бустерная система (англ. Reusable Booster System, сокр. RBS) – программа Военно-воздушных сил США, существовавшая примерно с 2010 по 2012 год, имевшая целью разработать новый прототип многоразового бустера с вертикальным взлетом и горизонтальной посадкой (VTHL) и новый прототип одноразовой второй ступени, чтобы заменить существующие одноразовые ракеты-носители (EELV) после 2025 года Программа была закрыта в 2012 году.

## История
Поначалу на финансирование программы было выделено 250 млн долларов США. «Должностные лица предполагают присуждение до трех контрактов на проект, в котором победители будут состязаться за индивидуальные задания по проведению экспериментов и демонстраций, связанных с технологией, процессами и другими атрибутами многоразовой бустерной системы или RBS».
Военно-воздушные силы разработали условный план построить флот из восьми многоразовых бустерных систем, которые бы функционировали и на военно-воздушной базе Ванденберг в Калифорнии, и на базе ВВС США на мысе Канаверал во Флориде.
В декабре 2011 года компания Lockheed Martin получила контракт на постройку демонстрационного аппарата, RBS Pathfinder, который должен был быть закончен в 2015 году Он разрабатывался в рамках программы RBS Flight and Ground Experiments (RBS-FGE) Научно-исследовательской лаборатории военно-воздушных сил..
В 2012 году Lockheed начала проводить начальные ракетные испытания.
Программа была прекращена в октябре 2012 года, ссылаясь на сокращение финансирования со стороны Министерства обороны и на негативный отчет Национального исследовательского совета, после того как была затрачена только малая часть первоначального бюджета в 25 млн долларов, который, как планировалось, должен был полностью потрачен к 2019 году .
Помимо других факторов октябрьский отчет Национального исследовательского совета предположил, что ВВС «следует разработать и запустить более одного пробного проекта Pathfinder [и что] конкуренция между концепциями многоразовых бустерных систем должна поддерживаться так долго, насколько это возможно, чтобы получить лучшую систему для следующего поколения космических запусков».